# BABYLON (опера-цирк)
«BABYLON» (укр. ''Вавилон'') — опера-цирк, друга частина біблійної трилогії IYOV — BABYLON — ARK режисера Влада Троїцького, композиторів Романа Григоріва та Іллі Разумейка та формації NOVA OPERA. Створена та поставлена в 2016 році на фестивалі Гогольfest.

## Історія створення
В травні 2016 року, під час гастролей в Нідерландах, Влад Троїцький вирішив назвати наступний фестиваль Гоголfest «Вавилон», використавши яскраву метафору із старого заповіту. Одночасно народилась ідея продовжити історію створеної у 2015 році опери-реквієм ще одним синтетичним жанром. Ним стала опера-цирк BABYLON.
Музичні репетиції перформансу проходили в студії Національної спілки композиторів України на вул. Пушкінській 32 в Києві. Репетиції із цирковими артистами були проведені вже безпосередньо в павільйоні арт-заводу Платформа, де 18 вересня 2016 року відбулася прем'єра опери-цирк.

## Музика та лібрето
Опера-цирк BABYLON — це історія народження та смерті метафоричної «башти». Біблійна легенда про конфлікт людини і Бога, спроектована на урбаністичну трагедію сучасного суспільства, сповненого апокаліптичних передчуттів. Змішання мов та народження народів передає мікс контрастних музичних стилів: авангард та рок, тріп-хоп та шаманський фольклор поєднуються із сонорними інтерлюдіями та алюзіями на романтичну і барокову оперу.
Різноманітні вокальні техніки (класичний вокал, горловий спів, джазові імпровізації, фольклорний вокал) поєднуються зі специфічним інструментарієм: препарований рояль, toy piano, валторна, всеможливі кларнети, контрабас, віолончель та урбаністичний drum-set. Музичну складову супроводжуватиме наратив, побудований на сакральних текстах. Так народжується химерний звуковий всесвіт, в якому відголоски шумерської Месопотамії перегукуються з мелодіями середньовічної Європи та ритмами сучасного мегаполісу.
В Лібрето опери використані фрагменти Старого Заповіту та Апокаліпсису, фрагменти народних пісень та уривки з класичних оперних лібрето. В опері звучить українська, латинська, англійська, німецька, французька, сербська, китайська та монгольська мови.

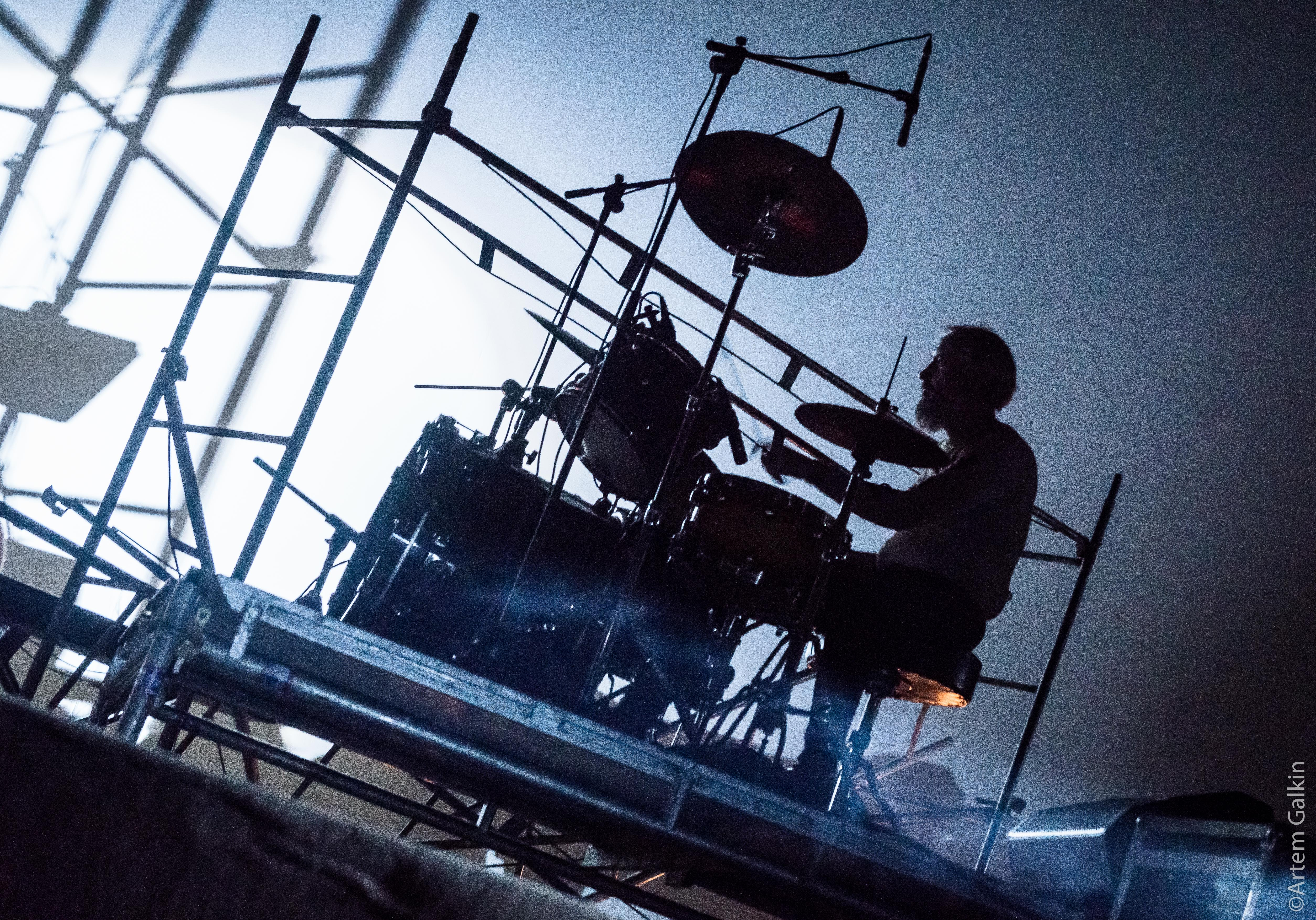
Андрій Надольский, опера-цирк BABYLON, фото Артем Галкін.

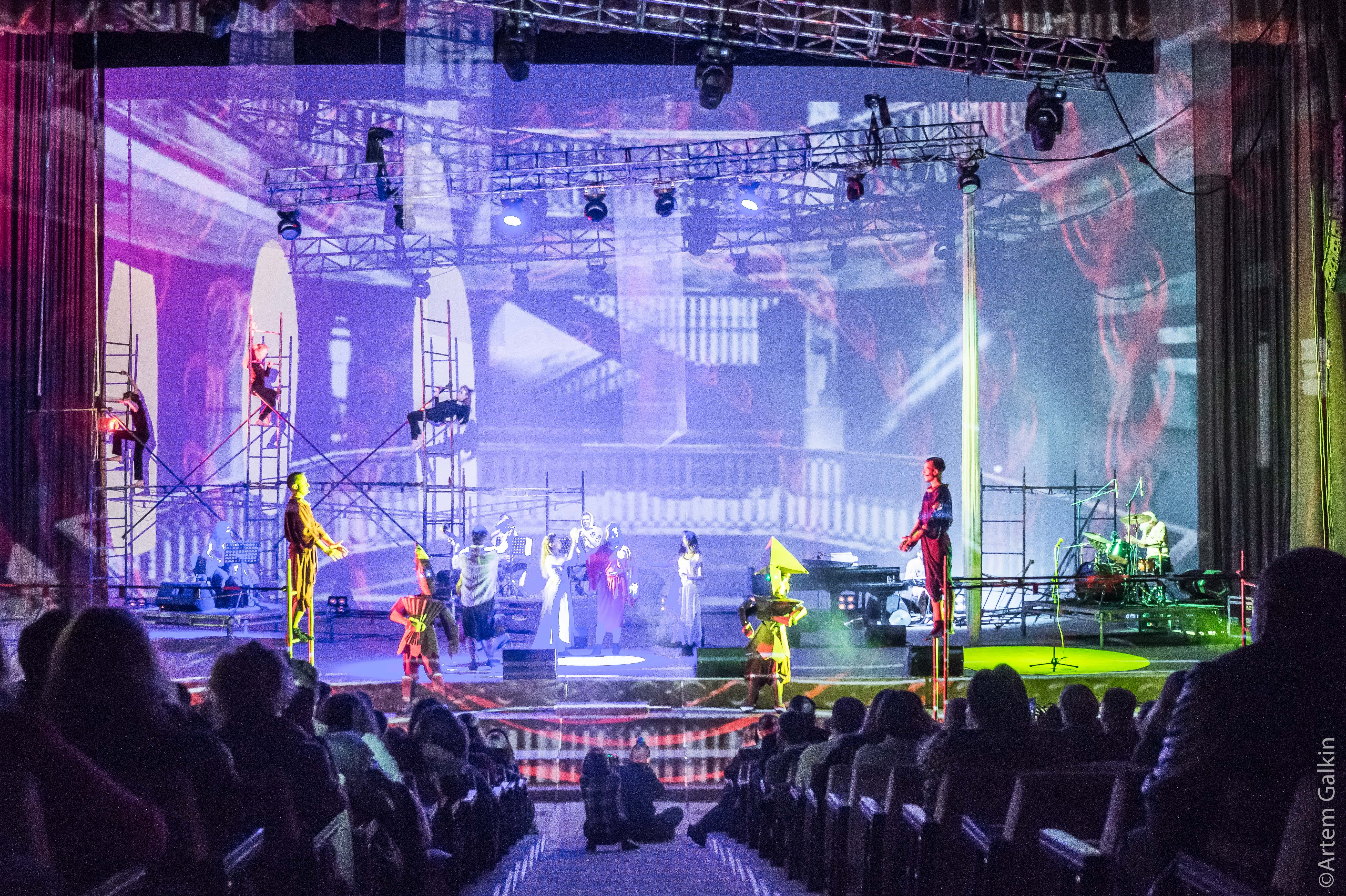
Опера-цирк BABYLON, панорама другої дії. Фото Артем Галкін

## Творча група та артисти
| Творча група    | Творча група                     |
| --------------- | -------------------------------- |
| Влад Троїцький  | Ідея, режисура, сценографія      |
| Роман Григорів  | Композиція, диригент-постановник |
| Ілля Разумейко  | Композиція, лібрето, драматургія |
| Марія Волкова   | Художник по світлу               |
| Олена Авраменко | Відео-арт                        |

| Виконавець        | Голос / інструмент |
| ----------------- | ------------------ |
| Тетяна Троїцька   | Голос              |
| Марьяна Головко   | Сопрано            |
| Анна Марич        | Сопрано            |
| Андрій Кошман     | Баритон            |
| Руслан Кірш       | Баритон            |
| Жанна Марчинська  | Віолончель         |
| Андрій Надольский | Перкусія           |
| Назар Спас        | Валторна           |
| Артем Шестовський | Бас-кларнет        |
| Роман Григорів    | Контрабас, гітара  |
| Ілля Разумейко    | Рояль, той піано   |
| Ольга Пінаєва     | Актриса            |
| Катерина Чоботько | Актриса            |
| Андрій Шпатар     | Артист цирку       |
| Есміра Кулієва    | Артистка цирку     |
| Анастасія Кулініч | Артистка цирку     |

## Гастролі
В жовтні 2016 року опера-цирк «Вавилон» стала одної із перших вистав у великому залі новозбудованого центру споткання культур у Люблні.У вересні 2017 року опера-цирк прозвучала у Львові на відкритті Книжкового форуму в нічному клубі Малевич. Пізніше фрагменти опери Вавилон були використані в open-air перформансах «гранд-опера НЕРО», «Stairs to» та «Pro Dnipro», звучали на відкритті фестивалю PORTO FRANKO 2017 та в Національній опері України під час урочистої церемонії вручення Шевченківської премії 2020.